# Zamek w Penkun
Zamek w Penkun (niem. Schloss Penkun) – zamek znajdujący się w niemieckim mieście Penkun, w kraju związkowym Meklemburgia-Pomorze Przednie.

## Historia
Pierwsza wzmianka o obiekcie pochodzi z około 1190 roku. Z powodu swojego przygranicznego położenia został rozbudowany w XIII wieku przez książąt pomorskich. Od ok. 1480 należał do rodu Schulenburgów. Budynek rozbudowano w latach 1484-1486 i przebudowano w latach 1580-1590, dzięki czemu uzyskał renesansowy wygląd, prawdopodobnie wg. projektu Thaddäusa Pagliona. W XIX sprzedany rodzinie von der Oertzenów, która posiadała go do 1945. Po II wojnie światowej pełnił funkcję szkoły z internatem i ośrodka kształcenia rolniczego. W latach 1991–2001 zamek został odrestaurowany przy wsparciu organizacji Deutsche Stiftung Denkmalschutz.

## Architektura
Budynek późnorenesansowy, trójskrzydłowy. Posiada dwie ośmioboczne wieże, jedną w formie belwederu nad skrzydłem zachodnim i drugą w formie narożnej baszty wbudowanej we wschodnie skrzydło.

## Galeria

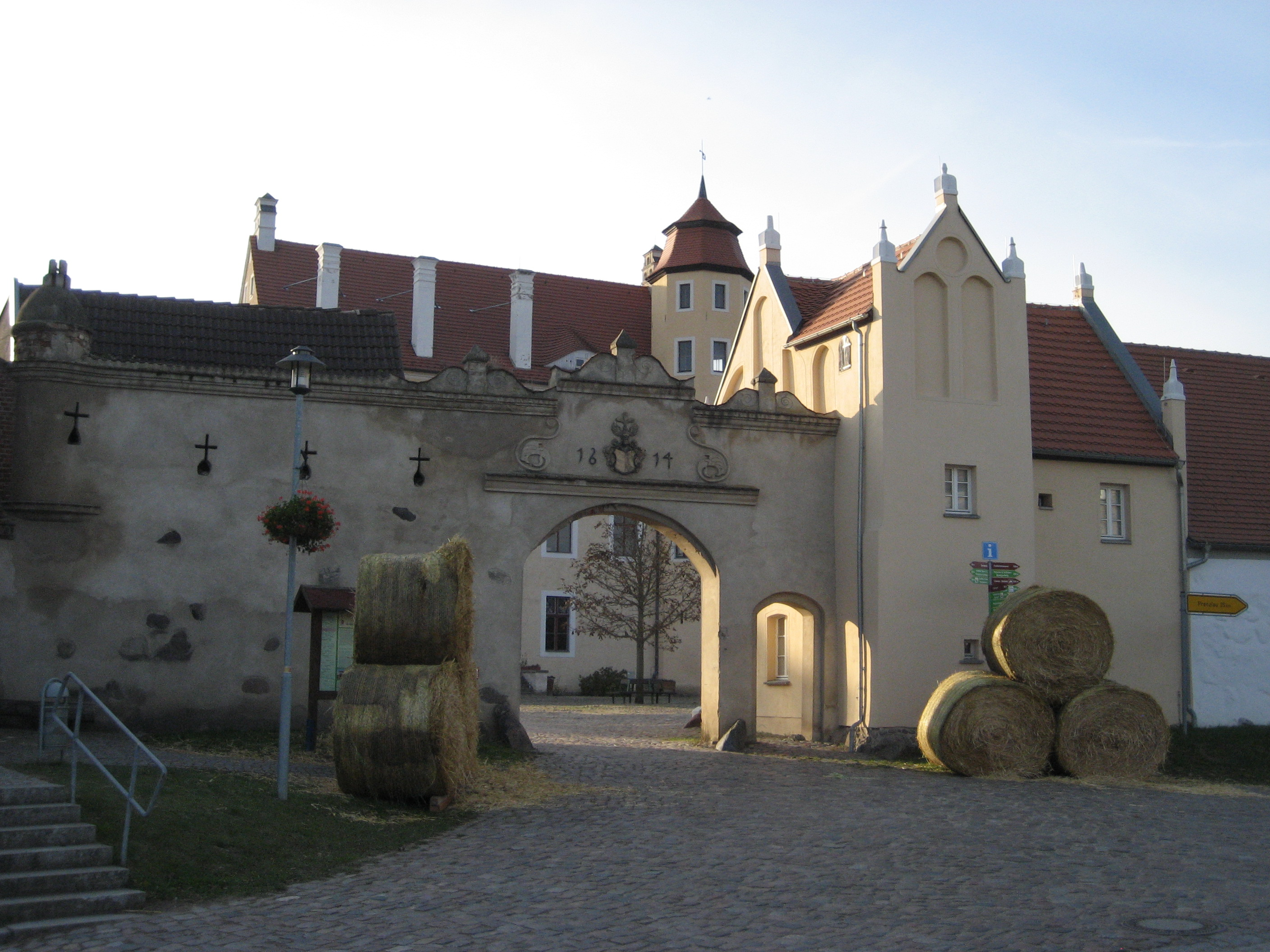
Brama wjazdowa
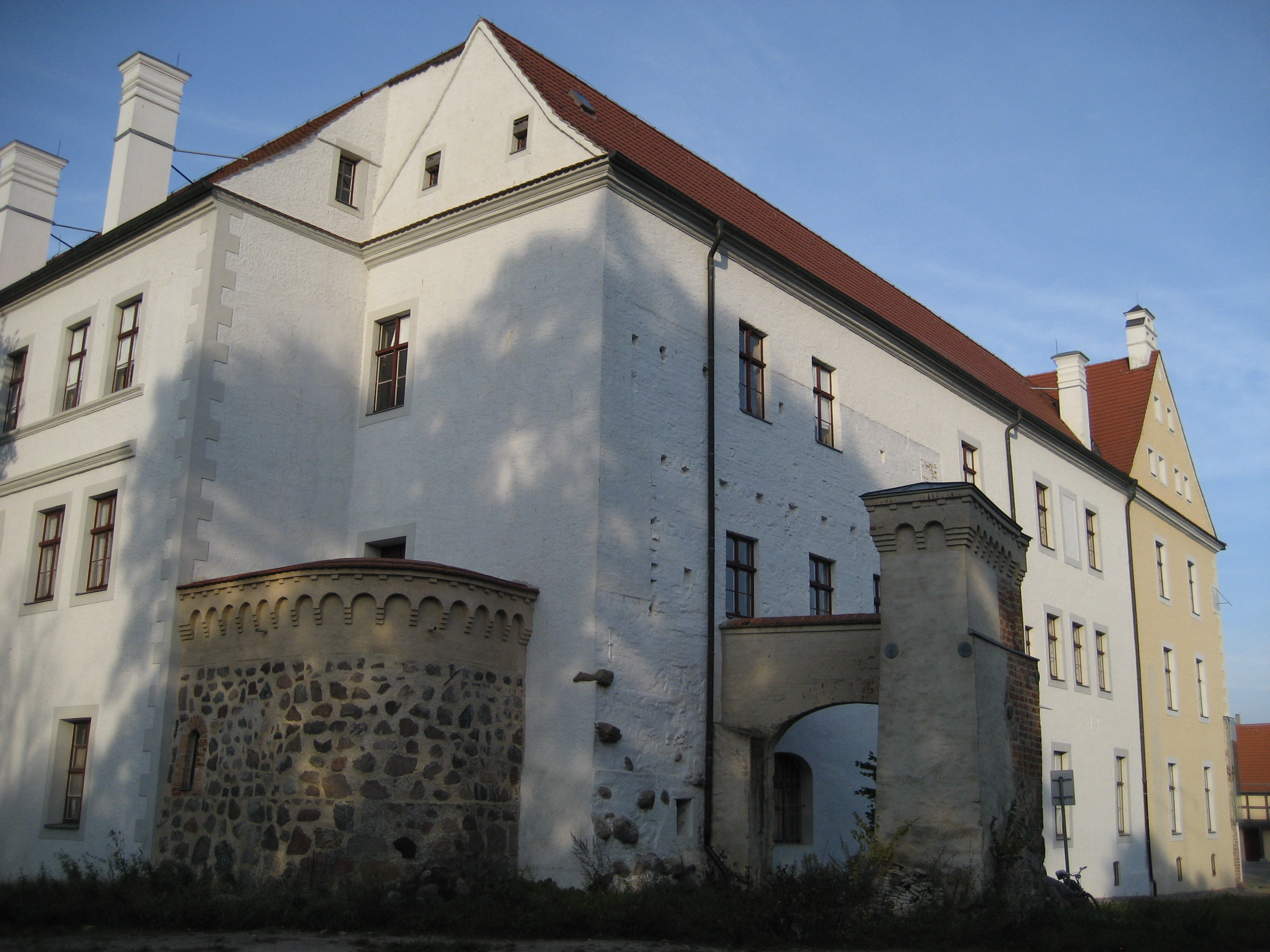
Widok na zamek z południowego zachodu
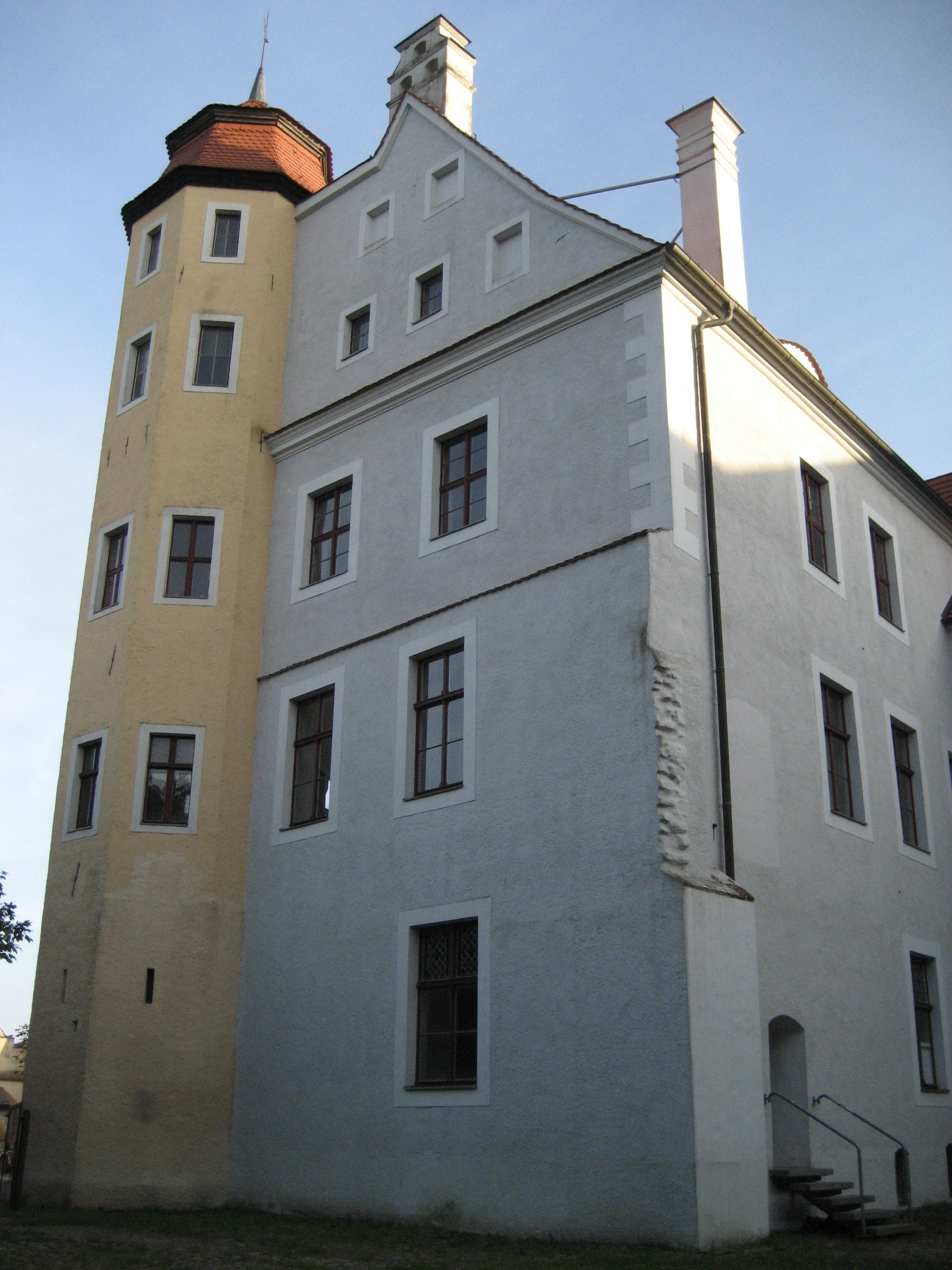
Północna elewacja skrzydła wschodniego
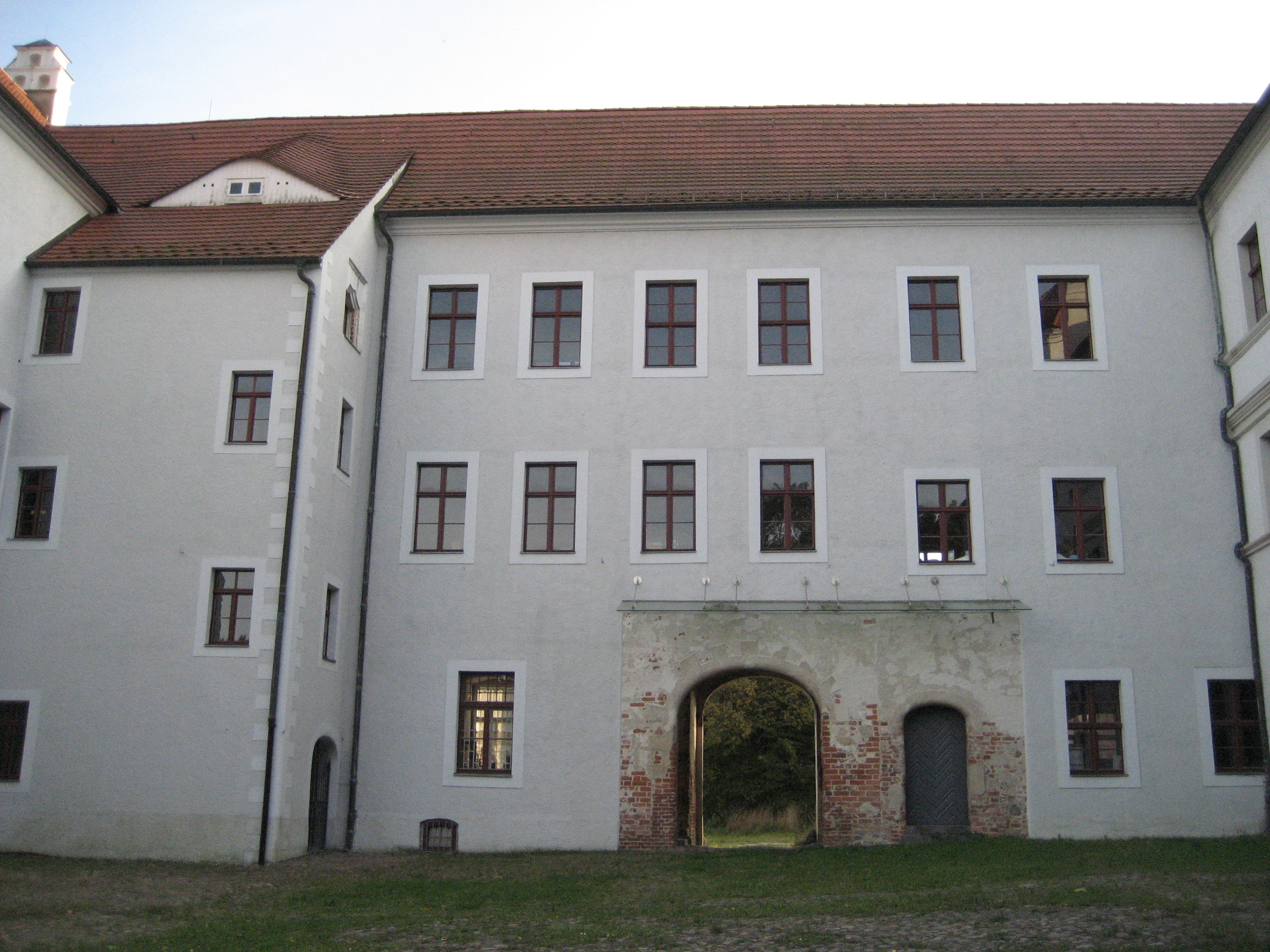
Skrzydło południowe, widok z dziedzińca
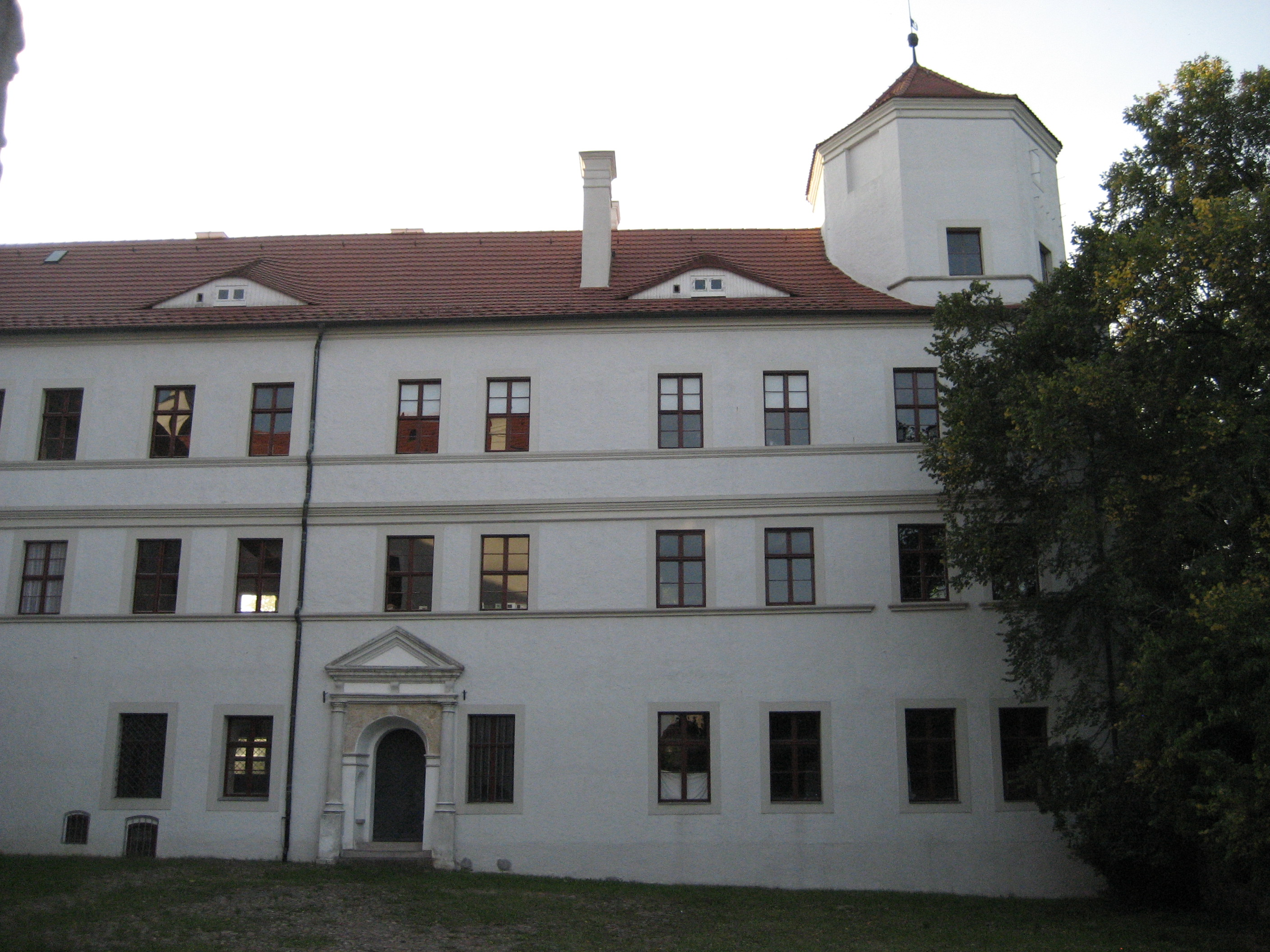
Skrzydło zachodnie, widok z dziedzińca
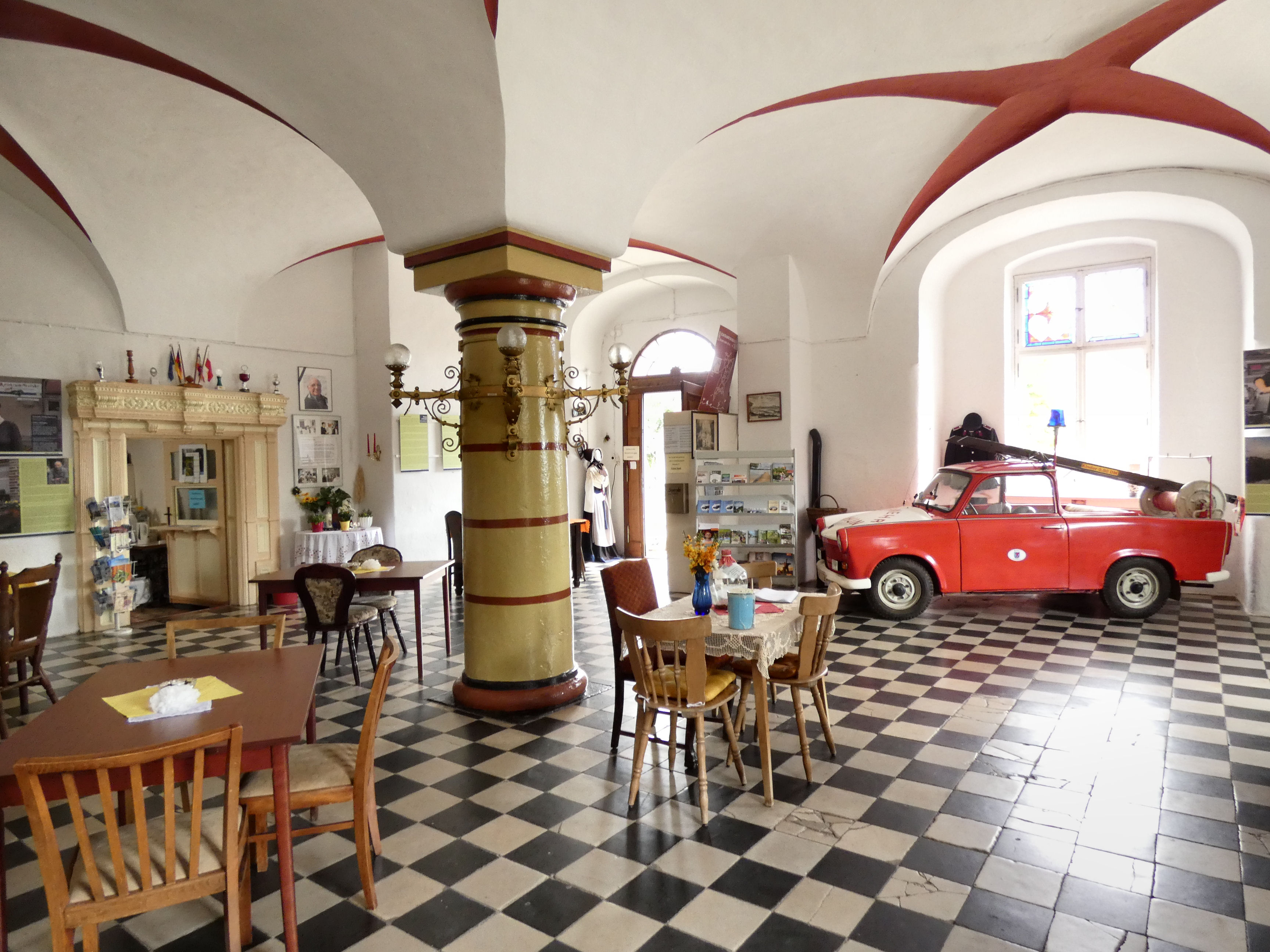
Przedsionek
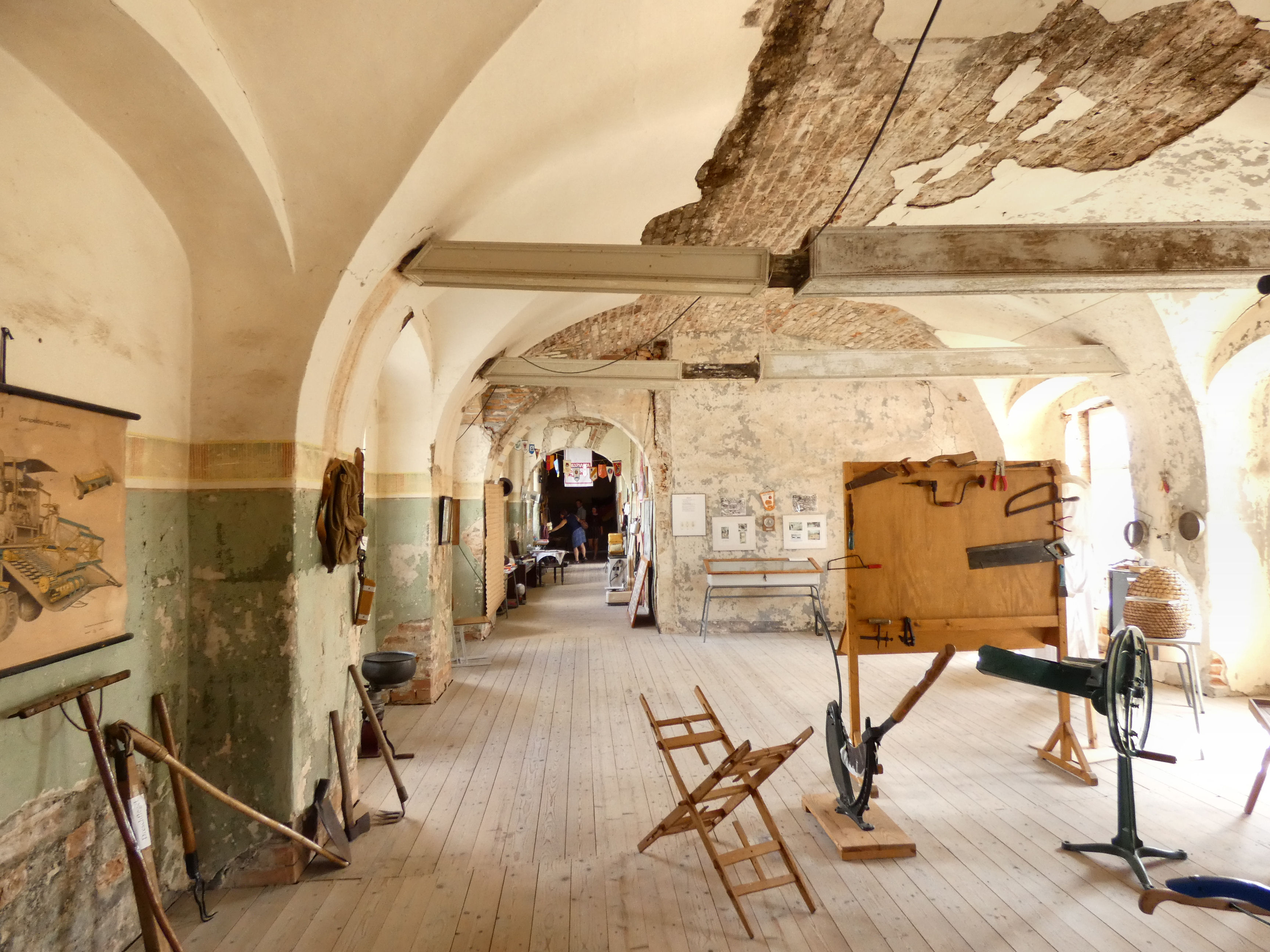
Jedna z sal